# Messier 101
A Messier 101 (más néven M101, NGC 5457 vagy Szélkerék-galaxis) egy spirálgalaxis a Nagy Medve csillagképben (Ursa Major).

## Felfedezése
Az M101 galaxist Pierre Méchain fedezte fel 1781. március 27-én, majd értesítette erről Charles Messier-t, aki katalogizálta. Ez volt az egyik utolsó objektum, amit maga Messier adott a katalógushoz.

## Tudományos adatok
Az M101 a legalább kilenc galaxisból álló M101 galaxiscsoport legfényesebb tagja. Egyike azon 18 galaxisnak, amiket a Hubble űrtávcső kulcsfontosságú projektjének keretében figyeltek meg; ennek célja a Hubble-állandó 10% hibahatáron belüli meghatározása volt. Ehhez a galaxisban található cefeidákat vizsgálták, hogy megállapíthassák a galaxis távolságát. Az M101 esetén 29 valószínűsíthető cefeidát figyeltek meg 10 és 60 nap közötti periódustartományban. A mérések és számítások eredményeként a galaxis távolságát 7,4 ± 0,6 Mpc-ben határozták meg.
Az M101 a Halton Arp által készített Különleges galaxisok atlaszában szintén szerepel, a 26. szám alatt, mint túlsúlyos karral rendelkező spirálgalaxis.
Öt szupernóvát figyeltek meg eddig a galaxisban:
- SN 1909A, különleges típusú, 1909. január 26.
- SN 1951H, II típusú, 1951 szeptemberében
- SN 1970G, II típusú, 1970. július 30.
- SN 2011fe, Ia típusú, 2011. augusztus
- SN 2023ixf, II típusú, 2023. május 19.[5]

## Megfigyelési lehetőség
Magyarországról nézve cirkumpoláris, egész évben megfigyelhető. A legkedvezőbb (horizonttól legtávolabbi) láthatósága áprilisban esedékes, amikor az esti órákban magasan, a zenittől csak néhány fokra delel. A Göncölszekér rúdjától (Nagy Medve farkától) északra található, a Dzéta és Éta Ursae Majoris csillagokkal nagyjából egyenlő oldalú háromszöget zár be. Szabad szemmel gyakorlatilag nem látszik, de már egy binokulárral is felkereshető. Ne számítsunk olyan látványra, mint amilyet a Hubble űrtávcső tud nyújtani. Kis átmérőjű távcsővel vizuálisan a 22 ívperces galaxisnak csak a középső, legfényesebb része látszik. Sötét, holdtalan ég alatt 10 centis műszer már megmutatja a fényesebb, külön NGC-jelzéssel ellátott csomóit a korongján, ezek csak nagyobb (>250 mm) műszerekben rajzolják ki a spirálkarokat. Viszonylag nagy mérete miatt kis nagyítással tanulmányozható leginkább. Lapjával felénk forduló spirálgalaxis, ezért felületi fényessége alacsony (az összfényesség nagyobb területen oszlik el, mintha élével fordulna felénk). A fényszennyezett égen könnyen elveszik. Számos halványabb galaxis található környezetében, ezek együtt alkotják az M101 csoportot, amely a Virgo-szuperhalmaz része. A szomszédos galaxiscsoportok az M51 és az M102.
Az M101 foltjai (HII régiók): NGC 5447, NGC 5449, NGC 5450, NGC 5451, NGC 5453, NGC 5455, NGC 5458, NGC 5461, NGC 5462 és NGC 5471.
Az M101 csoport tagjai: NGC 5204, NGC 5238, NGC 5474, NGC 5477, NGC 5585, UGC 8508, UGC 8837 és UGC 9405. Az NGC 5477 és 5585 a legfényesebbek, 10,85 és 11,49 magnitúdósak.
A Messier-maraton során a közeli M51 után és az M102 (NGC 5866) előtt érdemes felkeresni, hiszen pont a kettő között található.